# Romulus Dimitriu
Romulus Dimitriu, romunski general, * 23. november 1892, Chişinău  † 17. januar 1981, Paris.